# Xã Sampsel, Quận Livingston, Missouri
Xã Sampsel (tiếng Anh: Sampsel Township) là một xã thuộc quận Livingston, tiểu bang Missouri, Hoa Kỳ. Năm 2010, dân số của xã này là 280 người.